# توماس هادن تشورتش
توماس هادن تشورتش (بالإنجليزية: Thomas Haden Church)‏ ممثل أمريكي من مواليد 17 يونيو 1960. حاصل على جائزة الإيمي 2007 لأفضل ممثل مساند في مسلسل قصير أو فيلم عن دوره في فيلم بروكين ترايل، كما حصل على جائزة نقابة ممثلي الشاشة 2004 لأفضل فريق ممثلين في فيلم كوميدي عن فيلم سايدويز.

## روابط خارجية
- توماس هادن تشورتش على موقع IMDb (الإنجليزية)
- توماس هادن تشورتش على موقع روتن توميتوز (الإنجليزية)
- توماس هادن تشورتش على موقع ألو سيني (الفرنسية)
- توماس هادن تشورتش على موقع أول موفي (الإنجليزية)
- توماس هادن تشورتش على موقع بوكس أوفيس موجو (الإنجليزية)
- توماس هادن تشورتش على موقع قاعدة بيانات الأفلام السويدية (السويدية)
- توماس هادن تشورتش على موقع إن إن دي بي (الإنجليزية)
- توماس هادن تشورتش على موقع قاعدة بيانات الفيلم (الإنجليزية)
- توماس هادن تشورتش على موقع كينوبويسك (الروسية)